# Муравник Яків Матвійович
Яків Матвійович Муравник (1895, село Мокрово Мозирського повіту Мінської губернії, тепер Білорусь — 1937) — радянський діяч, голова Полтавського губернського комітету КП(б)У, відповідальний секретар Миколаївського губернського комітету КП(б)У.

## Життєпис
У 1905—1906 роках навчався в сільському двохкласному училищі в селі Вітім Іркутської губернії.
У 1907—1912 роках — пакувальник на складі приватної фірми в місті Бодайбо Іркутської губернії. У 1912—1914 роках — пакувальник, приказчик приватних фірм та магазинів у містах Кременчуці та Катеринославі.
Член РСДРП(б) з 1912 року.
У 1914—1915 роках служив у Ладозькому полку російській армії, учасник Першої світової війни. У 1915 році заарештований за антвоєнну пропаганду. З 1915 по 1916 рік працював формувальником заводу «Южный труд» в місті Катеринославі. У 1916—1917 роках — знову рядовий 10-ї російської армії на Румунському фронті. У 1917 році заарештований, але незабаром звільнений. У 1917—1918 роках — вибраний голова комітету 33-го Заамурського стрілецького корпусу російської армії.
У 1918 році — член Центрального штабу Червоної гвардії Донбасу; військовий комісар ділянки фронту, військовий комісар дивізії 10-ї армії РСЧА. У 1918—1919 роках — військовий комісар інспекції Головного управління військового постачання РСЧА.
У 1919 році — секретар Кременчуцького підпільного комітету КП(б)У; голова Київського підпільного губернського революційного комітету.
21 січня — лютий 1920 року — голова Полтавського губернського комітету КП(б)У.
У вересні — жовтні 1920 року — секретар Кременчуцького губернського комітету КП(б)У.
У жовтні — листопаді 1920 року — секретар Миколаївського губернського комітету КП(б)У.
У листопаді 1920 — січні 1921 року — відповідальний секретар Миколаївського губернського комітету КП(б)У.
У 1921—1922 роках — інструктор ЦК ВКП(б).
У 1922—1923 роках — відповідальний секретар Таганрозького повітового комітету КП(б)У. У березні 1923 — 1924 року — відповідальний секретар Таганрозького окружного комітету КП(б)У.
У 1924 році — завідувач організаційного відділу Донецького губернського комітету КП(б)У.
У 1924—1925 роках — відповідальний секретар районного комітету РКП(б) Анжеро-Судженських вугільних копалень Сибіру.
У 1925—1926 роках — відповідальний секретар Ачинського окружного комітету ВКП(б).
З 1926 по 1928 рік — завідувач організаційного відділу Актюбинського губернського комітету ВКП(б).
З січня 1928 року — відповідальний інструктор Казакського крайового комітету ВКП(б).
У 1928 — квітні 1929 року — відповідальний секретар Гур'євського (Денгізського) окружного комітету ВКП(б).
У 1929—1931 роках — слухач Курсів марксизму-ленінізму при ЦК ВКП(б) у Москві.
У 1931 — лютому 1933 року — завідувач організаційного відділу ЦК Спілки робітників сільськогосподарського машинобудування в Москві.
У лютому 1933 — грудні 1934 року — начальника Політичного відділу Саратовської машинно-тракторної станції Горяче-Ключевського району Північно-Кавказького краю.
У січні — червні 1935 року — 1-й секретар Ярославського районного комітету ВКП(б) Азово-Чорноморського краю; заступник завідувача сільськогосподарського відділу Північно-Донського окружного комітету ВКП(б).
У червні 1935 — лютому 1937 року — 2-й секретар Північно-Донського окружного комітету ВКП(б).
У травні 1937 року заарештований органами НКВС. Розстріляний. Посмертно реабілітований.